# Filippa Pierrou
Filippa Maria Pierrou, (tidigare Wallström) född Nilsson 10 januari 1967 i Solna församling, är en svensk regissör och manusförfattare.

## Filmografi
Regi
- 1992 – Rederiet (säsong 1)
- 1993 – Rederiet (säsong 2)
- 1995 – Radioskugga (TV-serie)
- 1999 – Sjätte dagen (TV-serie)
- 2000 – Moltas Swingsters
- 2002 – Familjen (TV-serie)
- 2006 – Pretty Nasty

Manus
- 2002 – Familjen (TV-serie)
- 2006 – Pretty Nasty